# Saudijska profesionalna liga
Saudijska profesionalna liga (eng. Saudi Pro League ili Roshn Saudi League) najviša je nogometna liga u sustavu saudijskih liga.
Prva sezona natjecanja bila je sezona 1976/'77. Liga je funkcionirala kao kružni turnir od svoje inauguralne sezone do sezone 1989./'90, nakon čega je Saudijska nogometna federacija odlučila spojiti nogometnu ligu s Kupom kralja u jedan turnir i dodati „Zlatnu kutiju”, koja bi bila nokaut natjecanje na kraju sezone koje bi se igralo između četiri najbolje momčadi regularne sezone lige. Ove su momčadi igrale u polufinalnoj fazi kako bi osvojili naslov prvaka Saudijske Arabije. Liga se vratila na kružni sustav u sezoni 2007./'08. kada je postala potpuno profesionalna.
Saudijska profesionalna liga redovito je rangirana s ponajvišim koeficijentom u Aziji zbog uspješnih i dosljednih nastupa svojih klubova u AFC Ligi prvaka, koju su osvajali Al-Hilal (4 puta) i Al-Ittihad (2 puta).
Al-Hilal je najuspješnija momčad Saudijske profesionalne lige, s 18 naslova, a posljednji je naslov osvojio u sezoni 2021./22. Al-Ahli,  Al-Ittihad, Al-Shabab i Al-Nassr ostale su najuspješnije momčadi u ligi.
Počevši od 2023., Saudijska profesionalna liga doživjela je međunarodnu eksponiranost zahvaljujući privlačenju brojnih vrhunskih igrača iz europskih liga kroz financijski unosne ugovore poput Cristiana Ronalda, a kasnije i ostalih kao što su: Neymar, Karim Benzema, Marcelo Brozović i dr., čime je odmah postala liga puna zvijezda. Državni fond za javna ulaganja preuzeo je 75% udjela u četiri osnivačke članice: (Al-Ahli,  Al-Ittihad, Al-Hilal i Al-Nassr) kao dio programa „Saudi Vision 2030”.